# Siboglinum exile
Siboglinum exile är en ringmaskart som beskrevs av Ivanov 1963. Siboglinum exile ingår i släktet Siboglinum och familjen skäggmaskar. Inga underarter finns listade i Catalogue of Life.